# Liste der Monuments historiques in Soirans
Die Liste der Monuments historiques in Soirans führt die Monuments historiques in der französischen Gemeinde Soirans auf.

## Liste der Objekte
| Bezeichnung                           | Beschreibung                                                                | Standort                        | Kennzeichnung | Schutzstatus | Datum | Bild |
| ------------------------------------- | --------------------------------------------------------------------------- | ------------------------------- | ------------- | ------------ | ----- | ---- |
| Grabstein für Claude und Jean Regnard | Kalkstein, bezeichnet 1413 und 1500                                         | in der Kirche St-Vincent (Lage) | PM21002268    | Classé       | 1964  |      |
| Grabstein für Jean de Séricourt       | Kalkstein, bezeichnet 1702                                                  | in der Kirche St-Vincent (Lage) | PM21002269    | Classé       | 1964  |      |
| Grabstein für Françoise de Choiseul   | Kalkstein, bezeichnet 1739                                                  | in der Kirche St-Vincent (Lage) | PM21002270    | Classé       | 1964  |      |
| Skulptur Madonna mit Kind             | Kalkstein, farbig gefasst, 16. Jahrhundert                                  | in der Kirche St-Vincent (Lage) | PM21002271    | Classé       | 1975  |      |
| Skulptur Heiliger Vinzenz             | Kalkstein, farbig gefasst, 16. Jahrhundert                                  | in der Kirche St-Vincent (Lage) | PM21002272    | Classé       | 1975  |      |
| Hauptaltar                            | Altartisch, Retabel und Baldachin; Kalkstein, Marmor, Holz, 18. Jahrhundert | in der Kirche St-Vincent (Lage) | PM21002273    | Classé       | 1975  |      |
| Skulptur Heilige Barbara              | Kalkstein, farbig gefasst, 16. Jahrhundert                                  | in der Kirche St-Vincent (Lage) | PM21002274    | Classé       | 1975  |      |
| Reliefs im Chorraum                   | Stuck, 18. Jahrhundert                                                      | in der Kirche St-Vincent (Lage) | PM21002275    | Classé       | 1975  |      |
| Beichtstuhl                           | Holz, Stuck, 18. Jahrhundert                                                | in der Kirche St-Vincent (Lage) | PM2100227     | Classé       | 1975  |      |